# هوچو

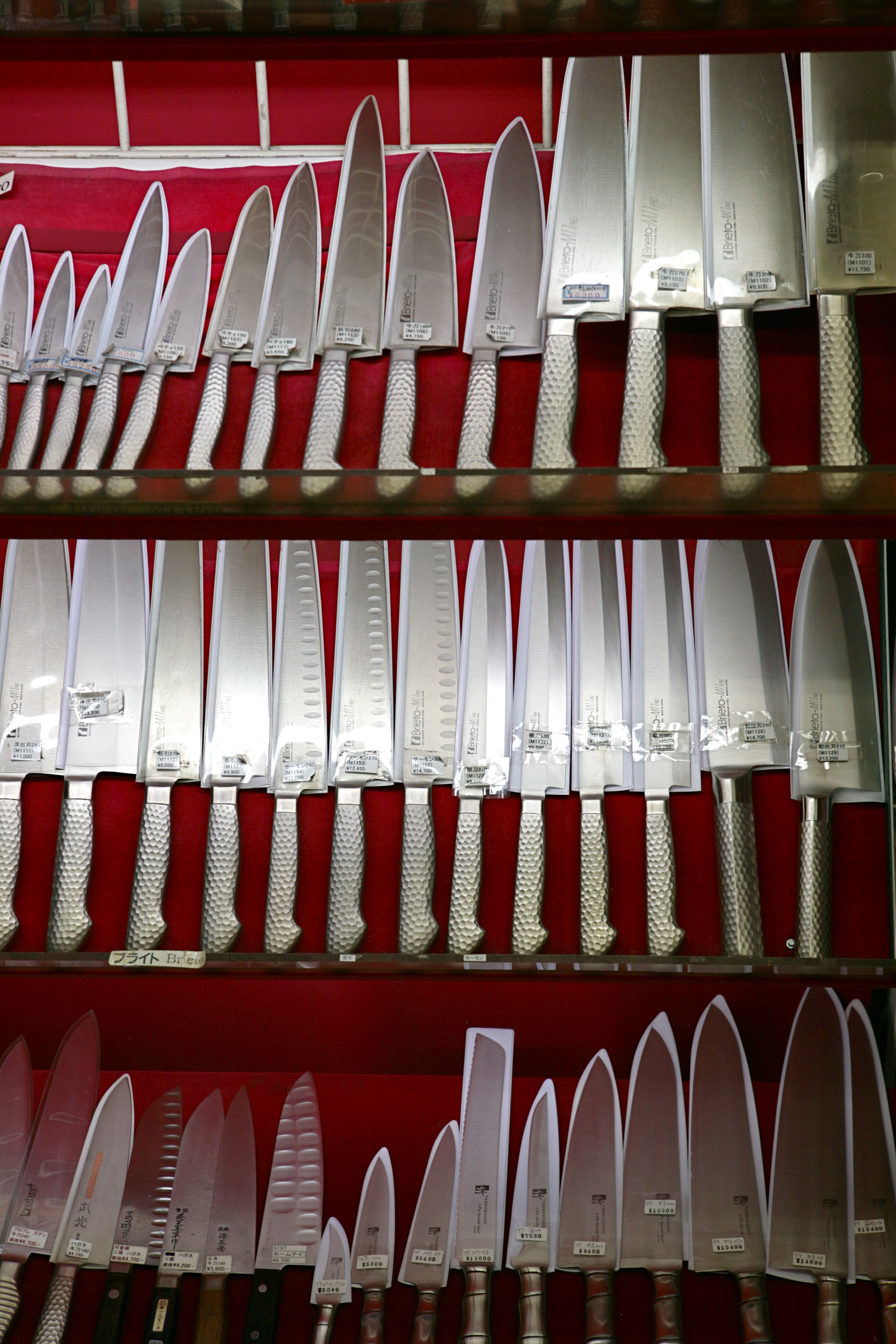
انواع هوچو یا کارد آشپزخانهٔ ژاپنی در فروشگاهی در توکیو

هوچو (به ژاپنی: 包丁 hocho) به کارد آشپزخانهٔ ژاپنی گفته می‌شود. انواع مختلف هوچو که در آشپزی ژاپنی بکار می‌روند، عبارتند از:
- دبا بوچو: برای بریدن ماهی، گوشت و موادغذایی معمولی آشپزخانه
- سانتوکو یا بونکا بوچو:کارد کوچک آشپزخانه به اندازهٔ ۲۰–۱۳ سانتیمتر
- ناکیری بوچو یا کارد سبزیجات:کارد مخصوص بریدن سبزیجات
- اوسوبا بوچو: کارد برای بریدن سبزیجات
- تاکو هیکی یا ساشیمی بوچو: از انواع کاردهای بریدن ساشیمی
- یاناگی با: از انواع کاردهای بریدن ساشیمی
- ماگورو بوچو: کارد مخصوص بریدن ماگورو یا ماهی تن
- اوناگی ساکی: کارد مخصوص بریدن اوناگی یا مارماهی
- منگیری بوچو:کارد مخصوص بریدن خمیر سوبا

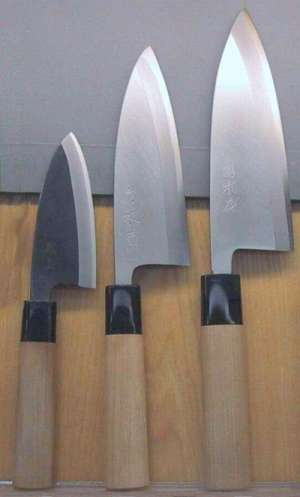
دبا بوچو
ناکیری بوچو
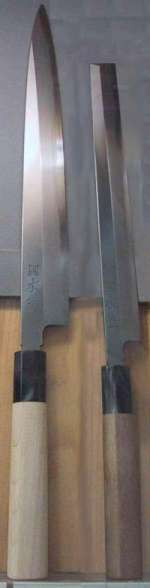
تاکوبیکی
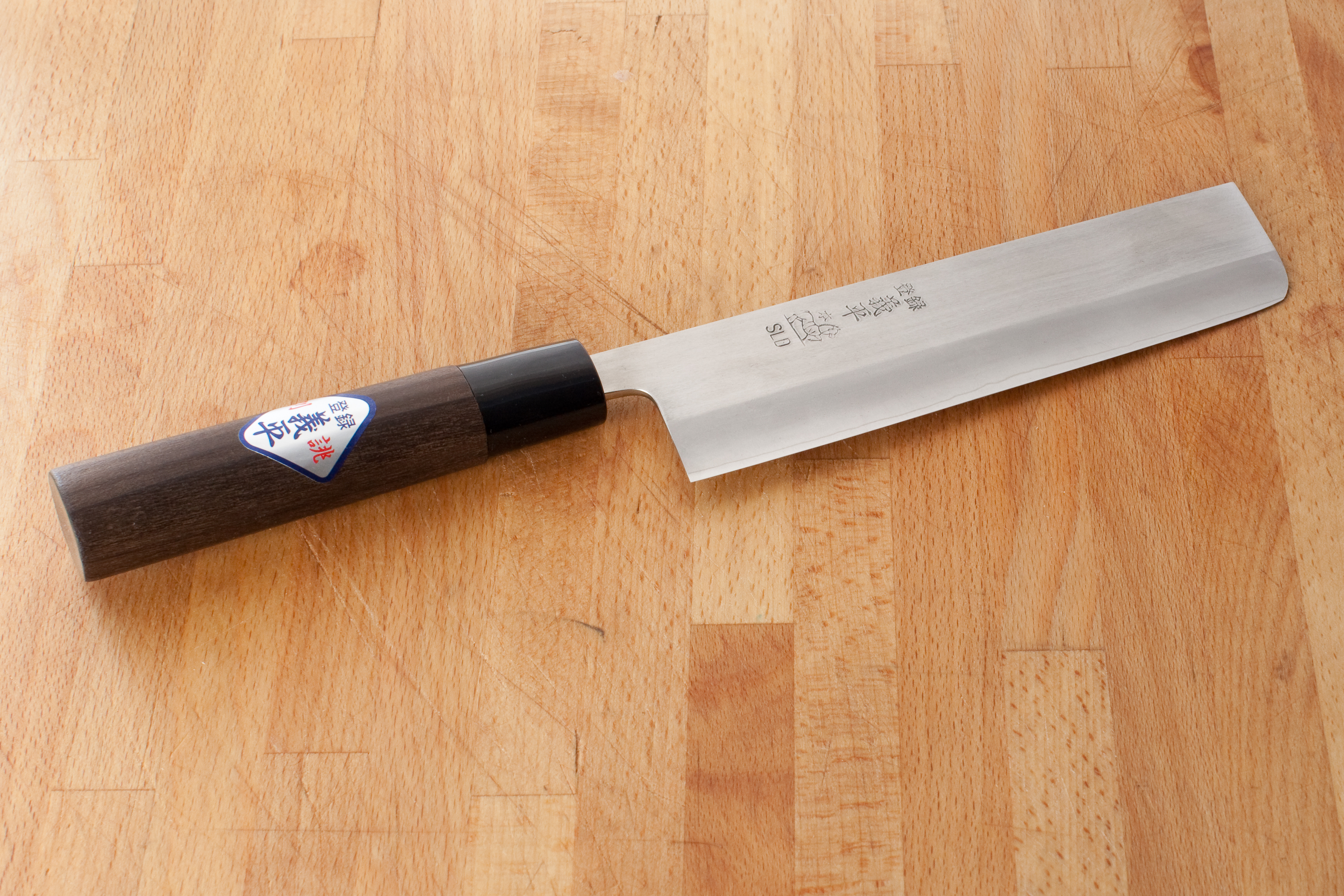
اوسوبا بوچو
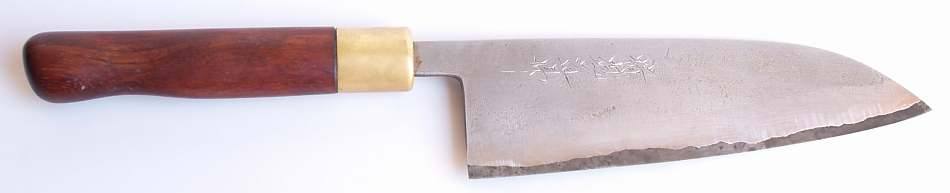
سانتوکو یا بونکا بوچو
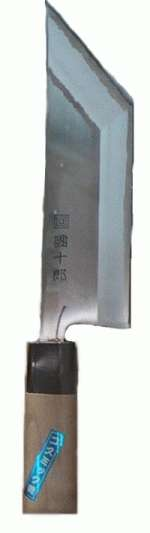
اوناگی ساکی
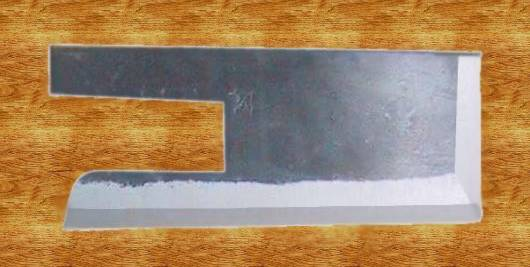
منگیری بوچو